# Sokkelund Sangkor
Sokkelund Sangkor er et semiprofessionelt dansk kor, der blev dannet i 1984. Navnet skyldes to forhold: Dels at hovedparten af sangerne ved grundlæggelsen i 1984 fortsat havde den gamle geografiske betegnelse Sokkelund Herred stående i dåbsattesten, dels at man ønskede at signalere en bevidst underspillethed i forhold til de ganske mange andre kor, der bærer latinske navne.
Korets dirigent har siden begyndelsen været Morten Schuldt-Jensen.